# Władysław Kosiniak-Kamysz
Władysław Marcin Kosiniak-Kamysz (* 10. srpna 1981, Krakov) je polský lékař a politik, od prosince 2023 místopředseda vlády a ministr národní obrany Polska ve třetí vládě Donalda Tuska.
V letech 2011 až 2015 zastával úřad ministra práce, rodiny a sociálních věcí. Od roku 2015 je poslancem Sejmu a také předsedou Polské lidové strany.
Ve volbách roku 2020 neúspěšně kandidoval na polského prezidenta. V prvním kole voleb získal pouhých 2,34 % hlasu, skončil až na 5. místě a tudíž nepostoupil do kola druhého.

## Osobní život
V roce 2006 vystudoval medicínu na Jagellonské univerzitě, kde poté působil jako asistent a kde získal doktorát. 
Poprvé se oženil v roce 2009 s Agnieszkou Kosiniak-Kamysz, s níž se rozvedl v roce 2016. V roce 2019 se jeho druhou manželkou stala Paulina Wojasová, s níž má dvě děti – dcery Žofii (2019) a Rożu (2020). 